# Дорогобушки рејон
Дорогобушки рејон (рус. Дорогобужский район) административно-територијална је јединица другог нивоа и општински рејон у централном делу Смоленске области, у европском делу Руске Федерације.
Административни центар рејона налази се у граду Дорогобуж са нешто више од 10.000 становника. Према проценама националне статистичке службе, на подручју рејона је 2014. живело свега 27.647 становника или у просеку 16,8 ст/км².

## Географија
Дорогобушки рејон обухвата територију површине 1.772 км² и на 15. је месту по површини међу рејонима Смоленске области. На северу се граничи са Сафоновским рејоном, на истоку су Вјаземски и Угрански, а на југу Јељњански рејон. На западу, северозападу и југозападу налазе се територије Глинкавичког, Кардимовског и Јарцевског рејона.
Територија Дорогобушког рејона највећим делом простире се уз Дњепар и његове притоке. Ка Дњепру се у северном делу рејона благо спуштају заталасана моренска подручја Сафоновског побрђа (микроцелина Смоленског побрђа), односно са југа северни обронци Јељњанског побрђа. Максималне надморске висине крећу се између 200 и 240 метара. На истоку је низијско подручје уз реке Осму и Угру (висине 160–210 метара), док је на западу река Ужа.
Под шумама је око 50% територије рејона, а природна вегетација је јако лоше очувана. Низијска подручја су под ливадама и мочварном вегетацијом. Знатнија су и тресетишта (највеће Милосељско површине 1.034 хектара).

## Историја
Дорогобушки рејон успостављен је 1929. и заменио је некадашњи Дорогобушки округ Смоленске губерније. Привремено је био расформиран 1963, али је већ две године касније поново успостављен, и од тада се налази у садашњим границама.

## Демографија и административна подела
Према подацима пописа становништва из 2010. на територији рејона је живело укупно 29.077 становника, а око 37% популације је живело у административном центру. Према процени из 2014. у рејону је живело 27.647 становника, или у просеку 16,8 ст/км².
| 1959. | 1979.  | 1989.  | 2002.  | 2010.  | 2014.   |
| ----- | ------ | ------ | ------ | ------ | ------- |
| ---   | 34.200 | 36.016 | 32.672 | 29.077 | 27.647* |

Напомена: према процени националне статистичке службе.
На територији рејона постоје укупно 123 сеоска насељена места и 2 урбана насеља градског типа. Административно рејон је подељен на 14 општинских подручја, од чега су 2 градске општине и 12 сеоских. Административни центар рејона је град Дорогобуж, док статус варошице има још и насеље Верхњедњепровски.

## Привреда и саобраћај
Најважнији извор прихода је пољопривредна производња, односно говедарство и узгој кромпира, житарица, поврћа и лана.
Најважнији саобраћајни правац који пролази преко територије рејона је регионални друм Р137 на релацији
Сафоново—Дорогобуж—Јељња—Рослављ.